# Alfred Vreven
Alfred Marie Daniel Ghislain Joseph Vreven (Sint-Truiden, Belgium, 1937. március 24. – Jette, 2000. június 15.) belga politikus. 

## Életpálya
A hosszú ideig képviselőként, később szenátorként és miniszterként szolgáló Raoul Vreven fia. Jogtudományhallgató, majd ezt követően közjegyzőként tevékenykedett. 
Politikai karrierje a belga Szabadság és Haladás Pártjánál kezdődött 1970-ben (hollandul: Partij voor Vrijheid en Vooruitgang, rövidítve PVV). Ekkor választották meg első ízben a belga Képviselőház (hollandul: Kamer van Volksvertegenwoordigers) tagjának, ahol 1997-ig bezárólag Hasselt járás szavazókörének érdekeit képviselte.
1981. december 17-én Wilfried Martens miniszterelnök a belga kormány védelmi miniszterének nevezte ki, ahol egészen 1985-ig töltötte be pozícióját. 

## Fordítás
- Ez a szócikk részben vagy egészben  az   Alfred Vreven című német Wikipédia-szócikk ezen változatának fordításán alapul.  Az eredeti cikk szerkesztőit annak laptörténete sorolja fel. Ez a jelzés csupán a megfogalmazás eredetét és a szerzői jogokat jelzi, nem szolgál a cikkben szereplő információk forrásmegjelöléseként.

1. ↑  BOE-A-1985-21332